# 石河政平
石河 政平（いしこ まさひら）は、江戸時代後期の旗本。

## 生涯
石高は2700石。文化5年（1808年）に父・政央の跡を継ぐ。西ノ丸目付、長崎表御取締御用、京都町奉行、小普請奉行、作事奉行などを歴任した後、天保14年（1843年）閏9月20日、勘定奉行となり、海防掛を兼ねる。安政2年（1855年）8月9日、勘定奉行を辞任し、一橋家家老となる。安政4年（1857年）6月22日に側衆となる。
安政5年（1858年）7月6日、職務怠慢につき御役御免・寄合差控を申し付けられ、11月6日に自殺。しかし、しばらく埋葬を許されなかったという。没後の安政6年（1859年）10月27日、追罰として石高のうち700石を召し上げられる。同年12月19日には差控解除となるが、12月29日に子の政徳が家督を継いだ。
御役御免となった同日には若年寄・本郷泰固が罷免・減封されているが、職務怠慢とは表向きで、実は同じく一橋派であったためではないかと推測される。